# Anemone rivularis
Anemone rivularis ist eine Pflanzenart aus der Gattung der Windröschen (Anemone) und damit der Familie der Hahnenfußgewächse (Ranunculaceae).

## Beschreibung
Anemone rivularis ist eine ausdauernde, krautige Pflanze, die Wuchshöhen von 20 bis 60, selten bis 120 Zentimeter erreicht. Sie bildet eine Rübe aus. Die 5 bis 10 Blütenhüllblätter sind weiß, blau, purpurn oder malvenfarben. Das Griffelende ist hakig. Die Früchtchen sind nicht geflügelt, kahl und schwach zusammengedrückt. 
Die Blütezeit reicht von Mai bis Juni.
Die Chromosomenzahl beträgt 2n = 14, 16, 24 oder 48.

## Vorkommen
Anemone rivularis kommt in Bhutan, Nepal, Sikkim, China, Sri Lanka und Indonesien (Sumatra) vor. Die Art wächst an Waldrändern, in Grasfluren und an Fluss- und Seeufern in Höhenlagen von 800 bis 4900 Meter.

## Nutzung
Anemone rivularis wird selten als Zierpflanze für Gehölzgruppen genutzt. Sie ist seit 1840 in Kultur.

## Belege
- Eckehart J. Jäger, Friedrich Ebel, Peter Hanelt, Gerd K. Müller (Hrsg.): Rothmaler - Exkursionsflora von Deutschland. Band 5: Krautige Zier- und Nutzpflanzen. Spektrum Akademischer Verlag, Berlin Heidelberg 2008, ISBN 978-3-8274-0918-8, S. 137.